# 伯尔纳铎·帕纳菲厄
伯爾納鐸·路易·奧斯定·保祿·帕納菲厄（法語：Bernard Louis Auguste Paul Panafieu；1931年1月26日—2017年11月12日）是法國籍天主教司鐸級樞機及馬賽總教區榮休總主教。

## 生平
帕納菲厄於1931年1月26日在法國普瓦圖-夏朗德大區維埃納省的市鎮沙泰勒羅出生。1956年4月22日，他在阿爾比總教區晉鐸。
帕納菲厄於1974年6月9日晉牧，教宗若望·保祿二世並將他任命為阿訥西教區輔理主教，領第比利斯領銜教區主教銜。1994年8月24日，他獲任命為馬賽總教區助理總主教。1995年4月22日起出任馬賽總教區總主教。
教宗若望·保祿二世於2003年10月21日將他冊封為司鐸級樞機。他曾參與2005年教宗選舉秘密會議，當時選出的教宗是本篤十六世。他於2006年5月12日榮休，喬治·保祿·龐迪耶接替成為馬賽總教區正權總主教。2017年11月12日，帕納菲厄因患病多年而於卡龐特拉的一家醫院過世，終年86歲。

## 牧徽

伯尔纳鐸·帕纳菲厄枢机牧徽